# Mistrzostwa Polski w Badmintonie 1968
5. Mistrzostwa Polski w badmintonie odbyły się w dniach 30 listopada – 1 grudnia 1968 roku w Cieplicach.

## Klasyfikacja medalowa
| Konkurencja:            | Złoto:                                                  | Srebro:                                              | Brąz: |
| gra pojedyncza kobiet   | Irena Karolczak (Wrocław)                               | Maria Domańska (Kraków)                              | Kinga Bednarkiewicz (Poznań) Jolanta Proch (Szczecin)                                                       |
| gra pojedyncza mężczyzn | Krzysztof Englander (Wrocław)                           | Wiesław Świątczak (Szczecin)                         | Lech Woźny (Poznań) Jerzy Przybylski (Poznań)                                                               |
| gra podwójna kobiet     |                                                         |                                                      | |
| gra podwójna mężczyzn   | Jerzy Przybylski (Poznań) Lech Woźny (Poznań)           | Marek Danowski (Warszawa) Rudolf Ogrodzki (Warszawa) | Krzysztof Englander (Wrocław) Roman Nowik (Wrocław) Lesław Markowicz (Olsztyn) Henryk Sienkiewicz (Olsztyn) |
| gra mieszana            | Krzysztof Englander (Wrocław) Irena Karolczak (Wrocław) | Wiesław Świątczak (Szczecin) Jolanta Proch (Olsztyn) | Lech Woźny (Poznań) Kinga Bednarkiewicz (Poznań) Lesław Markowicz (Olsztyn) Krystyna Markowicz (Olsztyn)    |